# Rhadinaea laureata
Rhadinaea laureata är en ormart som beskrevs av Günther 1868. Rhadinaea laureata ingår i släktet Rhadinaea och familjen snokar. Inga underarter finns listade i Catalogue of Life.
Denna orm förekommer i bergstrakter i västra Mexiko. Den vistas i skogar med tallar och ekar samt med andra lövträd. Honor lägger ägg.
För beståndet är inga hot kända. Rhadinaea laureata är vanligt förekommande. IUCN kategoriserar arten globalt som livskraftig.